# Jean-Baptiste Du Halde
Jean-Baptiste Du Halde (chinês :杜赫德; 1 de fevereiro de 1674 - 18 de agosto de 1743) foi um historiador jesuíta francês especializado na China. Ele não viajou para a China, mas coletou relatórios de dezessete missionários jesuítas e forneceu um levantamento enciclopédico da história, cultura e sociedade da China e da "Tartária Chinesa", isto é, da Manchúria.
Voltaire disse sobre o trabalho de Du Halde: "Embora tenha sido desenvolvido a partir de Paris, e ele não tenha conhecido os chineses, [ele] deu, com base nas memórias de seus colegas, a mais ampla e a melhor descrição que o império da China teve no mundo todo".

## Publicações
- Jean-Baptiste Du Halde, Description géographique, historique, chronologique, politique, et physique de l'empire de la Chine et de la Tartarie chinoise, enrichie des cartes générales et particulieres de ces pays, de la carte générale et des cartes particulieres du Thibet, & de la Corée; & ornée d'un grand nombre de figures & de vignettes gravées en tailledouce, Paris:J-B Mercier, 1735, quatre volumes. Texte intégral en ligne sur chineancienne.fr
- nouvelle édition, La Haye: H. Scheurleer, 1736, 4 volumes, plus un volume de cartes. En ligne sur Internet Archive : volume 1,volume 2, volume 3, volume 4